# IC 1670/2
IC 1670/2 је лентикуларна галаксија у сазвијежђу Кит која се налази на листи објеката дубоког неба у Индекс каталогу.
Деклинација објекта је - 16° 48' 11" а ректасцензија 1h 18m 52,8s. Привидна величина (магнитуда) објекта IC 1670 износи 13,6 а фотографска магнитуда 14,6. IC 16702 је још познат и под ознакама IC 1670B, MCG -3-4-41, VV 779, PGC 4711.